# 三好市立馬路小学校
三好市立馬路小学校（みよししりつ うまじしょうがっこう）は、徳島県三好市池田町馬路立石にある公立小学校。

## 基礎データ
全校生徒数
- 11人（2014年度）[1]
- 約240人（1965年度）[1]

## 沿革
- 1874年（明治7年） - 創立。
- 2006年（平成18年） - 町村合併のため三好市立馬路小学校となる。

## 通学区域が隣接している学校
- 三好市立白地小学校
- 三好市立池田小学校
- 三好市立山城小学校
- 愛媛県四国中央市立新宮小中学校
- 愛媛県四国中央市立川滝小学校
- 愛媛県四国中央市立南小学校
- 香川県観音寺市立大野原小学校